# V League 1
La V League 1 (vietnamita Giải Bóng đá Vô địch Quốc gia Việt Nam) è la massima competizione calcistica del Vietnam, istituita nel 1980. È composta da 14 squadre.

## Formato
La competizione si svolge in gare di andata e ritorno per un totale di 26 partite. L'ultima della classifica retrocede nella seconda divisione vietnamita, mentre la prima classificata, oltre a vincere il campionato, partecipa anche ai turni di qualificazione alla AFC Champions League. Per quanto riguarda gli spareggi, la penultima del campionato sfida la squadra piazzatasi seconda nella V League 2 in un unico turno, al fine di determinare quale delle due squadre parteciperà al campionato di massima serie dell'anno seguente. 

## Squadre
Stagione 2023-2024.
| Squadra                      | Città            | Stadio          |
| ---------------------------- | ---------------- | --------------- |
| MerryLand Quy Nhon Binh Dinh | Binh Dinh        | Quy Nhon        |
| Becamex Binh Duong           | Binh Duong       | Go Dau          |
| LPBank Hoang Anh Gia Lai     | Gia Lai          | Pleiku          |
| Haiphong FC                  | Haiphong         | Lach Tray       |
| Hanoi FC                     | Hanoi            | Hang Day        |
| Hanoi Police                 | Hanoi            | Hang Day        |
| The Cong-Viettel             | Hanoi            | Hang Day        |
| Hong Linh Ha Tinh            | Ha Tinh          | Ha Tinh         |
| Ho Chi Minh City FC          | Ho Chi Minh City | Thong Nhat      |
| Khanh Hoa FC                 | Khanh Hoa        | 19 August       |
| Thep Xanh Nam Dinh           | Nam Dinh         | Thien Truong    |
| Song Lam Nghe An             | Nghe An          | Vinh            |
| Quang Nam                    | Quang Nam        | Tam Ky Hoa Xuan |
| Dong A Thanh Hoa             | Thanh Hoa        | Thanh Hoa       |

## Albo d'oro
- 1980:  Tong cuc Duong sat
- 1981-1982:  Thể Công
- 1982-1983:  Thể Công
- 1984:  Hà Nội ACB
- 1985:  Nam Định
- 1986:  Cảng Sài Gòn
- 1987-1988:  Thể Công
- 1989:  Đồng Tháp
- 1990:  Thể Công
- 1991:  Hai Quan
- 1992:  Ðà Nẵng
- 1993-1994:  Cảng Sài Gòn
- 1995:  CATPHCM
- 1996:  Đồng Tháp
- 1997:  Cảng Sài Gòn
- 1998:  Thể Công
- 1999-2000:  SLNA
- 2000-2001:  SLNA
- 2001-2002:  Cảng Sài Gòn
- 2003:  HAGL
- 2004:  HAGL
- 2005:  Long An
- 2006:  Long An
- 2007:  Bình Dương
- 2008:  Bình Dương
- 2009:  Ðà Nẵng
- 2010:  Hà Nội T&T
- 2011:  SLNA
- 2012:  Ðà Nẵng
- 2013:  Hà Nội T&T
- 2014:  Bình Dương
- 2015:  Bình Dương
- 2016:  Hà Nội
- 2017:  Quảng Nam
- 2018:  Hà Nội
- 2019:  Hà Nội
- 2020:  Viettel[1]
- 2021: cancellato[2]
- 2022:  Hà Nội
- 2023:  CAHN
- 2023-2024:  Nam Định
- 2024-2025:  Nam Định

## Vittorie per squadra
| Squadra            | Vittorie | Secondi posti | Anni                                     |
| ------------------ | -------- | ------------- | ---------------------------------------- |
| Hà Nội             | 6        | 6             | 2010, 2013, 2016, 2018, 2019, 2022       |
| Viettel            | 6        | 2             | 1981-82, 1982-83, 1987, 1990, 1998, 2020 |
| Bình Dương         | 4        | 3             | 2007, 2008, 2014, 2015                   |
| Cảng Sài Gòn       | 4        | -             | 1986, 1993-94, 1997, 2001-2002           |
| Ðà Nẵng            | 3        | 4             | 1992, 2009, 2012                         |
| Nam Định           | 3        | 2             | 1985, 2024, 2025                         |
| SLNA               | 3        | 1             | 1999-2000, 2000-2001, 2011               |
| Long An            | 2        | 3             | 2005, 2006                               |
| HAGL               | 2        | 1             | 2003, 2004                               |
| Đồng Tháp          | 2        | -             | 1989, 1996                               |
| CATPHCM            | 1        | 4             | 1995                                     |
| Hai Quan           | 1        | 2             | 1991                                     |
| Hà Nội ACB         | 1        | 2             | 1984                                     |
| Tong cuc Duong sat | 1        | -             | 1980                                     |
| Quảng Nam          | 1        | -             | 2017                                     |
| CAHN               | 1        | -             | 2023                                     |
| Hải Phòng          | -        | 3             | -----                                    |
| Quan Khu 7         | -        | 1             | -----                                    |
| Sở Công Nghiệp     | -        | 1             | -----                                    |
| Thừa Thiên–Huế     | -        | 1             | -----                                    |

## Capocannonieri
| Stagione        | Nome                            | Club                     | Gol |
| --------------- | ------------------------------- | ------------------------ | --- |
| 1980            | Lê Văn Đặng                     | Hà Nội ACB               | 10  |
| 1981-1982       | Võ Thành Sơn                    | Sở Công Nghiệp           | 15  |
| 1982-1983       | Nguyễn Cao Cường                | Thể Công                 | 22  |
| 1984            | Nguyễn Văn Dũng                 | Nam Định                 | 15  |
| 1985            | Nguyễn Văn Dũng                 | Nam Định                 | 15  |
| 1986            | Nguyễn Văn Dũng Nguyễn Minh Huy | Nam Định Hai Quan        | 12  |
| 1987-1988       | Lưu Tấn Liêm                    | Hai Quan                 | 15  |
| 1989            | Hà Vương Ngầu Nại               | Cảng Sài Gòn             | 10  |
| 1990            | Nguyễn Hồng Sơn                 | Thể Công                 | 10  |
| 1991            | Hà Vương Ngầu Nại               | Cảng Sài Gòn             | 10  |
| 1992            | Trần Minh Toàn                  | Ðà Nẵng                  | 6   |
| 1993-1994       | Nguyễn Công Long Bùi Sĩ Thành   | Bình Định Long An        | 12  |
| 1995            | Trần Minh Chiến                 | CATPHCM                  | 14  |
| 1996            | Lê Huỳnh Đức                    | CATPHCM                  | 25  |
| 1997            | Lê Huỳnh Đức                    | CATPHCM                  | 16  |
| 1998            | Nguyễn Văn Dũng                 | Nam Định                 | 17  |
| 1999 Unofficial | Vũ Minh Hiếu                    | Hà Nội ACB               | 8   |
| 1999-2000       | Văn Sỹ Thuỷ                     | SLNA                     | 14  |
| 2000-2001       | Đặng Đạo                        | Khánh Hòa                | 11  |
| 2001-2002       | Hồ Văn Lợi                      | Cảng Sài Gòn             | 9   |
| 2003            | Emeka Achilefu                  | Nam Định                 | 11  |
| 2004            | Amaobi Uzowuru                  | Nam Định                 | 15  |
| 2005            | Kesley Alves                    | Bình Dương               | 21  |
| 2006            | Elenildo                        | Cảng Sài Gòn             | 18  |
| 2007            | Almeida                         | Ðà Nẵng                  | 16  |
| 2008            | Almeida                         | Ðà Nẵng                  | 23  |
| 2009            | Gastón Merlo Lazaro de Souza    | Ðà Nẵng Navibank Sài Gòn | 15  |
| 2010            | Gastón Merlo                    | Ðà Nẵng                  | 19  |
| 2011            | Gastón Merlo                    | Ðà Nẵng                  | 22  |
| 2012            | Timothy Anjembe                 | Hà Nội T&T               | 17  |
| 2013            | Gonzalo Marronkle Samson Kayode | Hà Nội T&T               | 14  |

## Sponsorizzazioni
Dalla stagione 2001 ad oggi, il campionato è stato sponsorizzato da 10 compagnie diverse, le quali sono:
- 2000-2002: Strata Sport Marketing (Strata V-League)
- 2003: PepsiCo (String V-League)
- 2004: Kinh Đô (Kinh Đô V-League)
- 2005: Tan Hiep Phat (Number One V-League)
- 2006: Eurowindow (Eurowindow V-League)
- 2007-2010: PetroVietnam (PetroVietnam V-League)
- 2011-2014: Eximbank (Exinbank V.League 1)
- 2015-2017: Toyota (Toyota V.League 1)
- 2018: Nutifood (NutiCafe V.League 1)
- 2019: Masan (Masan V.League 1)
- 2020: LS Holdings (LS V.League 1)